# Burg Gatersleben
Die Burg Gatersleben ist eine teilweise erhaltene Wasserburg in der Selkeaue, am Nordrand von Gatersleben, einem Ortsteil der Stadt Seeland im Salzlandkreis in Sachsen-Anhalt.

## Geschichte
Die Burg wurde vermutlich von den Herren von Gatersleben bereits im 9. Jahrhundert erbaut und 964 als mit Wassergräben umgebene Rundburg erwähnt. 1179 wurde die Burg als „castrum Gatersleve“ und 1262 „castrum Gaterslebe“ erwähnt. 1179 bis 1183 erfolgte der Anbau eines viereckigen Kastells im Auftrag des Bischofs von Halberstadt. Die Bischöfe nutzten die Burg zur Abhaltung ihrer Sommersynoden. Im 13. Jahrhundert erhielt die Burg ein weiteres Geschoss als Rittersaal aufgesetzt, 1460 eine Aufstockung mit Schießscharten und 1693 den heutigen Dachstuhl.

## Anlage
Die Burganlage verfügte über eine sehr große Vorburg, von der heute noch wehrhafte Mauern zeugen, und wurde später zum landwirtschaftlichen Betrieb umfunktioniert. Die Kernburg wurde ebenfalls wesentlich umgebaut, wobei der romanische Wohnturm (Bergfried) mit seinem Hocheingang in sieben Meter Höhe seine Gestalt behielt. Weiter ist der Ringgraben erhalten. Heute wird die Burg als Gemeindeverwaltung und zum Wohnen genutzt.